# Kuggnäs
Kuggnäs är ett bostadsområde och motorgård utanför Nyköping i Nyköpings kommun, Södermanlands län. 
Kuggnäs omtalas i dokument första gången 1378 då Torkel Haraldsson (Gren) bytte bort Kuggnäs ("Kogganæss") med torpstället Gyllennacka till Bo Jonsson (Grip). Peder i Kuggnäs var faste vid Jönåkers häradsting 1446 och 1451. 1455 var Lars i Kuggnäs faste vid häradstinget. Abraham Eriksson (Gyllenstierna) ärvde 1500 en gård i Kuggnäs som räntade 12 penningar årligen av sin mor Kristina Karlsdotter (Bonde). Han ingick 1505 avtal med sin svägerska Anna Karlsdotter (Vinstorp) att byta bort gården jämte annan jord i Södermanland mot jord i Halland och Skåne, men bytet blev tydligen inte av, 1546 bytte hans änka Elsa Laxmand i stället bort Kuggnäs och annan jord mot Knabstrup i Danmark. Under 1500-talet omfattar gården 1 mantal frälse och tillhörde Birger Nilsson (Grip). Den var dock 1568 indragen till arv och eget.

I Kuggnäs hålls årligen Kuggnäsfestivalen sedan 2003, med undantag för åren 2015 och 2016.